# 女流文学者会
女流文学者会（じょりゅうぶんがくしゃかい）は、日本にかつて存在した文学団体。

## 概略
『婦人公論』寄稿の女性文学者たちによって1936年に結成された。初代会長は吉屋信子で、戦後も復活。女流文学者賞や女流新人賞を主催した。2007年に、歴史的役割を終えたとして解散した。

## 戦後の歴代会長
- 1945-　吉屋信子
- 1951-　宇野千代（代表）
- 1955　平林たい子（57年会長）
- 1958　円地文子
- 1976　芝木好子
- 1983　河野多恵子
- 1989　大庭みな子
- 1991　佐藤愛子（副会長・津村節子）
- 1993　津村節子
- 1999　杉本苑子
- 2003　平岩弓枝
- 2006-07年　津島佑子